# Klugerella marcusi
Klugerella marcusi är en mossdjursart som först beskrevs av Cook 1967.  Klugerella marcusi ingår i släktet Klugerella och familjen Cribrilinidae. Inga underarter finns listade i Catalogue of Life.